# Chamaeleo wiedersheimi
Chamaeleo wiedersheimi este o specie de cameleon din genul Chamaeleo, familia Chamaeleonidae, ordinul Squamata, descrisă de Nieden 1910.

## Subspecii
Această specie cuprinde următoarele subspecii:
- C. w. wiedersheimi
- C. w. perreti